# Lobivia tegeleriana
Lobivia tegeleriana ist eine Pflanzenart aus der Gattung Lobivia in der Familie der Kakteengewächse (Cactaceae). Das Artepitheton tegeleriana ehrt den Hamburger Regierungsrat Wilhelm Tegeler.

## Beschreibung
Lobivia tegeleriana wächst einzeln oder bildet manchmal kleine Gruppen. Die kugelförmigen, grünen Triebe erreichen einen Durchmesser von bis zu 9 Zentimeter. Sie bilden eine große Pfahlwurzel aus. Es sind etwa 16 deutlich schief versetzte Rippen vorhanden, die in beilförmige Höcker gegliedert sind. Die auf ihnen befindlichen Areolen sind länglich und stehen bis zu 1,7 Zentimeter voneinander entfernt. Aus ihnen entspringen zehn bis zwölf hornfarbene, etwas gebogene Dornen, die eine dunklere Spitze besitzen und eine Länge 1 von 2 Zentimeter aufweisen. Der längste Dorn ist gelegentlich gehakt.
Die roten bis orangefarbenen oder gelben Blüten besitzen einen mehr oder weniger rosa-orangefarbenen Schlund und erscheinen seitlich an den Trieben. Sie sind bis zu 4 Zentimeter lang. Im Verhältnis zu den Blütenhüllblättern ist die Blütenröhre kurz. Die kugelförmigen, grünen Früchte sind dünnhäutig und saftig. Sie sind meist mit zunehmender Reife bedornt und erreichen einen Durchmesser von bis zu 2,5 Zentimeter.

## Verbreitung, Systematik und Gefährdung
Lobivia tegeleriana ist in den peruanischen Regionen Lima, Junín, Huancavelica und Ayacucho in Höhenlagen über 3000 Metern verbreitet.
Die Erstbeschreibung durch Curt Backeberg wurde 1936 veröffentlicht. Nomenklatorische Synonyme sind Acantholobivia tegeleriana (Backeb.) Backeb. (1942), Acanthanthus tegelerianus (Backeb.) Y.Itô (1981, nom. illeg.) und Echinopsis tegeleriana (Backeb.) D.R.Hunt (1987).
In der Roten Liste gefährdeter Arten der IUCN wird die Art als „Least Concern (LC)“, d. h. als nicht gefährdet geführt.

## Nachweise